# Henonemus triacanthopomus
Henonemus triacanthopomus är en fiskart som beskrevs av Donascimiento och Anthony J. Provenzano, Jr. 2006. Henonemus triacanthopomus ingår i släktet Henonemus och familjen Trichomycteridae. Inga underarter finns listade i Catalogue of Life.